# Predappio
Predappio (romanyol nyelven La Pré vagy Predàpi) település Olaszországban, Emilia-Romagna régióban, Forlì-Cesena megyében. Lakosainak száma 6296 fő (2023. január 1.). Predappio Castrocaro Terme e Terra del Sole, Civitella di Romagna, Dovadola, Forlì, Meldola, Rocca San Casciano és Galeata községekkel határos.

## Népesség
A település lakossága az elmúlt években az alábbi módon változott:6480 (2010)
| Lakosok száma | 6352 | 6297 | 6287 | 6296 |
|               | 2004 | 2017 | 2018 | 2023 |

## Híres emberek
- Itt született 1883-ban Benito Mussolini fasiszta diktátor. Itt van eltemetve is.